# Красний Муравей
Кра́сний Мураве́й (рос. Красный Муравей) — присілок у складі Білокатайського району Башкортостану, Росія. Входить до складу Атаршинської сільської ради.
Населення — 41 особа (2010; 49 в 2002).
Національний склад:
- башкири — 84 %